# Eustegia
Eustegia es un género de plantas fanerógamas de la familia Apocynaceae. Comprende 10 especies descritas y de estas, solo 6 aceptadas.  Se distribuye por Sudáfrica. 

## Taxonomía
El género  fue descrito por Robert Brown y publicado en On the Asclepiadeae 40. 1810.

## Especies aceptadas
A continuación se brinda un listado de las especies del género Eustegia aceptadas hasta octubre de 2013, ordenadas alfabéticamente. Para cada una se indica el nombre binomial seguido del autor, abreviado según las convenciones y usos. 
- Eustegia filiformis (L.f.) Schult.
- Eustegia fraterna N.E.Br.
- Eustegia hastata (Thunb.) R. Br. ex Schult.
- Eustegia macropetala Schltr.
- Eustegia minuta (L.f.) N.E.Br.
- Eustegia plicata Schinz